# مواد لایه‌ای

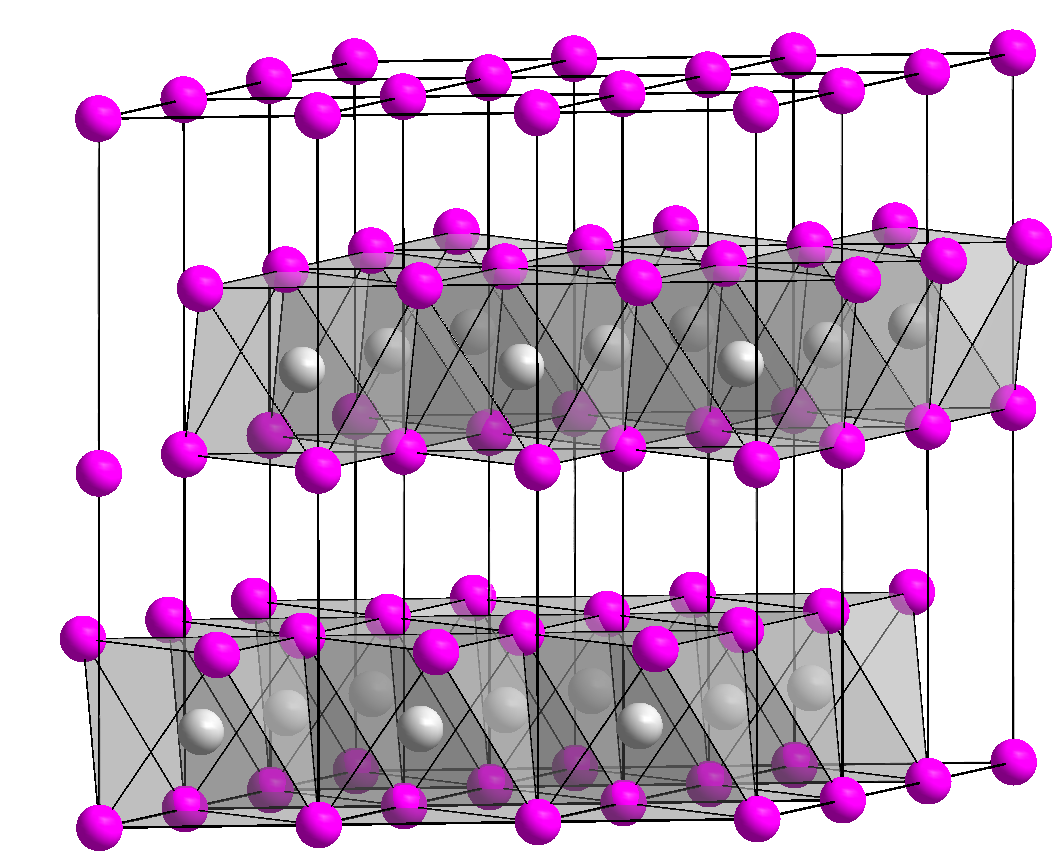
دی سولفید تیتانیوم نمونه ای از مواد لایه‌ای است. صفحات منفرد توسط نیروهای واندروالس بین مراکز سولفید میان‌هابِند شده‌اند.

در علم مواد، مواد لایه‌ای (به انگلیسی: layered materials) جامداتی با پیوند بسیار ناهمسانگرد هستند، که در آن ورقه‌های دوبُعدی به صورت داخلی به‌طور قوی پیوند دارند، اما فقط به لایه‌های مجاور پیوند ضعیفی دارند. به دلیل ساختار متمایز خود، مواد لایه‌ای اغلب برای واکنش‌های میان‌لایش مناسب هستند.
یک خانواده بزرگ از مواد لایه‌ای دی‌کالکوژنیدهای فلزی هستند. در چنین موادی، تشکیل پیوند M-کالکوژن قوی و کووالانسی است. این مواد دارای خواص الکترونیکی ناهمسانگرد مانند رسانندگی الکتریکی و گرمایی هستند.

## پوسته‌پوسته‌شدن
از آنجایی که لایه‌ها توسط نیروهای واندِروالس نسبتاً ضعیف به یکدیگر متصل می‌شوند، برخی از مواد لایه‌ای در معرض پوسته‌پوسته شدن (به انگلیسی: Exfoliation)، جداسازی کامل لایه‌های مواد هستند. به‌طور معمول شرایط خورنده شامل حلال‌ها و واکنشگرهای بسیار قطبی مورد نیاز است. در حالت ایده‌آل، پوسته‌پوسته‌شدن مواد تک-لایه مانند گرافین را فراهم می‌کند.

## مثال‌ها
- دی‌کالکوژنیدهای فلزی مانند دی‌سولفید تانتالم،[۵] تیتانیوم دی‌سولفید،[۶] و دی سولفید وانادیم.
- گرافیت
- اکسی‌کلرید آهن
- هیدروکسیدهای دولایه‌ای، جامدات یونی که در آن آنیون‌های درونی تبادل‌پذیر هستند.[۷]